# Lovech
Lòvech (en búlgaro: Ловеч) es una ciudad del norte de Bulgaria, capital de la provincia de Lovech. Cuenta con una población de unos 50 000 habitantes. 

## Geografía
Lovech se encuentra en las faldas de los montes Balcanes, al norte del país. Al suroeste se encuentran las colinas de Hisarya y Bash Bunar. La altitud media es de 200 m sobre el nivel del mar, y el punto más elevado es la colina Akbair, de 450 m. Hacia el noroeste se extienden las llanuras de la vecina provincia de Pleven. La ciudad se encuentra bañada por el río Osam.
Se ubica a 150 km de Sofía, y en sus alrededores se encuentran las ciudades de Pleven, Troyan y Teteven.
Hacia el este la ciudad está rodeada por una meseta de 250 m de altura, en la que se encuentra el parque Stratesh, el mayor de la localidad. En él se puede encontrar gran cantidad de arbustos de lilas, por las que Lovech es conocida como «la ciudad de las lilas».

## Ciudades hermanas
- Erfurt (Alemania, desde 1971)
- Riazán (Rusia, desde 1964)